# Народна библиотека Бугарске
Народна библиотека „Свети Ћирило и Методије” (буг. Национална библиотека Св. св. Кирил и Методий) је народна библиотека Бугарске  која се налази у Софији. Основана је 4. априла 1878. године а статус бугарске народне библиотеке добила је три године касније. 1924. године спојена је са архивом Бугарског народног препорода.
Библиотека је названа по Светом Ћирилу и Методију. Они су створили глагољицу док је писмо Ћирилица добило назив по Ћирилу.
Садашња зграда библиотеке спада међу знаменитости Софије. Њу је дизајнирао познати бугарски архитектонски тим Васиљов-Димитур Цолов (Vasilyov-Dimitur Tsolov) а завршена је у периоду 1940-1953.
Народна библиотека Бугарске тренутно је највећа јавна библиотека у Бугарској и најстарија институција културе од ослобођења земље. У њој се налази једна од најбогатијих отоманских архивских збирки.

## Историја
1878. године Михаил Боботинов, професор и секретар Градског већа у Софији, предложио је да се оснује јавна библиотека за потребе културног и образовног развоја у овом граду. Библиотека је уређена и отворена исте године а своју зграду добила је 1900. године. Девет година касније почела је изградња нове зграде али су она и стара зграда библиотеке уништене 1944. године током бомбардовања Софије. 1953. године Народна библиотека отворила је своју нову зграду под именом "Васил Коларов". Десет година касније њено име промењено је у „Свети Ћирило и Методије”.